# 新井麻葵
新井 麻葵（あらい まき、1982年12月23日 - ）は、東京都立川市出身の女子プロテニス選手である。藤村女子中・高校卒。179cmの長身を武器に活躍した。
6歳でテニスを始め、高校卒業後の2001年2月プロ転向。国内外を転戦する。
2004年には全日本選手権シングルスベスト4、ダブルス準優勝の成績を残した。
2010年に現役を引退した。